# 近刺激
近刺激（きんしげき、英: proximal stimulus）とは、知覚において観察者の感覚受容器によって測定可能な物理刺激のことである。物理刺激からの感覚受容の結果として生じた神経活動のことを指す場合もある。近刺激の語は、通常は遠刺激と対比して用いられる。遠刺激とは、実世界に存在する物体の状態のことで、近刺激を生じるもののことを指す。
知覚は、近刺激が与える情報を用いて、遠刺激の内的表象を形成する過程として記述されることがある。たとえば、ある人物が犬を"見る"ことができるのは、犬(遠刺激)が網膜像(近刺激)を生成し、その像がその人物の視覚系によって犬として解釈されるためである。
近刺激の近(proximal)とは"near"(近い)の意である。近刺激は観察者の"近く"にあり、言い換えれば、観察者が直接測定できる刺激である。